# Straduń (jezioro)
Straduń – jezioro w woj. wielkopolskim, w pow. czarnkowsko-trzcianeckim, w gminie Trzcianka, leżące na terenie Pojezierza Wałeckiego.

## Hydronimia
Pierwotnie jezioro znajdowało się w granicach Wielkopolski i notowane jest od średniowiecza. Pierwszy zapis w języku łacińskim z 1343, oblatowany w 1532, odnotowuje nazwę w formie "Straduny", a szesnastowieczny dokument z 1532 podaje nazwę "Strodom". Po rozbiorach Polski nazwa uległa germanizacji i w1944 w czasie III Rzeszy nosiła nazwę "Straduhner See".
Według urzędowego spisu opracowanego przez Komisję Nazw Miejscowości i Obiektów Fizjograficznych (KNMiOF) opublikowanego przez Główny Urząd Geodezji i Kartografii (GUGiK) i udostępnionego na stronach Komisja Standaryzacji Nazw Geograficznych (KSNG) nazwa tego jeziora to Straduń. W różnych publikacjach i na niektórych mapach topograficznych jezioro to występuje pod nazwą Straduńskie Smolarskie.

## Historia
W XVI wieku jezioro znajdowało się w powiecie poznańskim Korony Królestwa Polskiego. Od średniowiecza jego właścicielami była lokalna szlachta wielkopolska z rodu Czarnkowskich herbu Nałęcz III.
W dokumencie z 1343 znanym z falsyfikatu sporządzonego w połowie XVI wieku król polski Kazimierz III Wielki nadał kasztelanowi nakielskiemu Sędziwojowi z Czarnkowa miasto Czarnków wraz z okolicznymi wsiami oraz z 4 jeziorami, wśród których odnotowano m.in. jeziora Straduń oraz Szarcz. W 1532 kasztelan bydgoski  Maciej Czarnkowski w podziale puszcz i jezior z bratem kasztelanem przemęckim Sędziwojem Czarnkowskim, otrzymał m.in. jezioro Straduń, wymienione wśród jezior większych, na których wówczas łowiono ryby niewodem,

## Morfometria
Powierzchnia zwierciadła wody według różnych źródeł wynosi od 83,5 ha przez 90,70 ha do 96,7 ha.
Zwierciadło wody położone jest na wysokości 74,8 m n.p.m. lub 75,0 m n.p.m.. Średnia głębokość jeziora wynosi 3,2 m, natomiast głębokość maksymalna 6,2 m.
W oparciu o badania przeprowadzone w 2001 roku jezioro zaliczono do III klasy czystości i III kategorii podatności na degradację.